# Corne de licorne
Vous lisez un « article de qualité » labellisé en 2010.
Pour un article plus général, voir Licorne.
Une corne de licorne est un objet légendaire, connu en Europe occidentale. Durant la majeure partie du Moyen Âge et des Temps modernes, il est décrit comme la corne unique qui orne le front de la licorne, dotée de nombreux pouvoirs de guérison et de vertus de contrepoison. Ces propriétés, supposées réelles dès le XIIIe siècle, en font l'un des remèdes les plus chers et les plus réputés de la Renaissance, utilisé jusque dans les cours royales. Les croyances liées à la « corne de licorne » influencent l'alchimie, à travers la médecine spagyrique. L'objet est à l'origine d'une série de tests sur ses propriétés de purification, relatés entre autres dans l'ouvrage d'Ambroise Paré, Discours de la licorne, paru en 1582, qui annonce les prémices de la méthode expérimentale ; il suscite des écrits d'érudits visant à défendre la croyance en ces propriétés, ou au contraire à les tester et les mettre en doute. 
Vue comme l'un des biens les plus précieux que puisse posséder un roi, la corne de licorne s'échange et peut être acquise chez les apothicaires comme contrepoison universel jusqu'au XVIIIe siècle. Ces « cornes » sont aussi exposées dans des cabinets de curiosités. Elles sont utilisées pour créer des sceptres et d'autres objets souverains, tels que le « trône de licorne » des rois danois, le sceptre et la couronne impériale de l'empire d'Autriche ainsi que le fourreau et le pommeau de l'épée de Charles le Téméraire. La licorne légendaire n'a jamais été prise, mais son symbolisme lié à son attrait pour le giron des femmes vierges a fait de sa corne le symbole de l'incarnation du Verbe de Dieu, de l'innocence et de la puissance divine.
La croyance aux vertus de la corne de licorne et en sa provenance perdure jusqu'au XVIIIe siècle, époque où la découverte du narval se diffuse. Ce mammifère marin est le véritable porteur de la « corne de licorne », en réalité une dent particulière poussant dans la bouche des mâles et de certaines femelles. Depuis, la corne de licorne est surtout mentionnée dans les œuvres de fantasy, les jeux de rôle et les jeux vidéo.

## Nature et propriétés de la corne
Issue d'une figure antique, la licorne est décrite par Ctésias comme porteuse d'une corne dont les princes indiens se serviraient afin de faire des hanaps contre le poison. Ces écrits sont repris par Aristote et Pline l'Ancien. Claude Élien dit lui aussi que boire dans cette corne protège des maladies et des poisons. Ces écrits influencent les auteurs du Moyen Âge. Jusqu'à la Renaissance, la licorne devient l'animal imaginaire le plus important et le plus fréquemment mentionné dans l'Occident, son existence n'étant pas remise en cause. D'autres parties de son corps se voient attribuer des vertus médicinales. Ainsi, au XIIe siècle, l’abbesse Hildegarde de Bingen préconise un onguent à base de foie de licorne et de jaune d’œuf contre la lèpre. Le port d’une ceinture en cuir de licorne est censé protéger de la peste et de la fièvre, tandis que des chaussures en cuir de cet animal éloigneraient les maladies des pieds.
L'utilisation médicinale réelle de la licorne est liée à sa corne et à son pouvoir de purification supposé depuis l'Antiquité, qui est dépeint dans les arts et mentionné explicitement pour la première fois à partir du XIIIe siècle,. Les légendes sur les propriétés de la corne de licorne circulant dès le Moyen Âge sont à l’origine du commerce florissant de ces objets qui deviennent de plus en plus communs jusqu'à la fin du XVIIIe siècle, où leur origine réelle est connue. La licorne n'ayant jamais existé telle qu'elle est représentée, ce sont le plus souvent des dents de narval que l'on nomme « cornes de licornes » à ces époques,,,. Parallèlement aux propriétés supposés, les représentations picturales de la corne de licorne, très fréquentes en Europe médiévale, évoluent aussi : alors que cette corne peut avoir différentes formes au Moyen Âge notamment dans les sculptures romanes, dont une forme recourbée vers l'arrière, elle adopte une forme torsadée et une position à l'avant de la tête sous l'influence de la circulation des dents de narval présentées comme cornes de licorne,.

### Origine: la purification des eaux

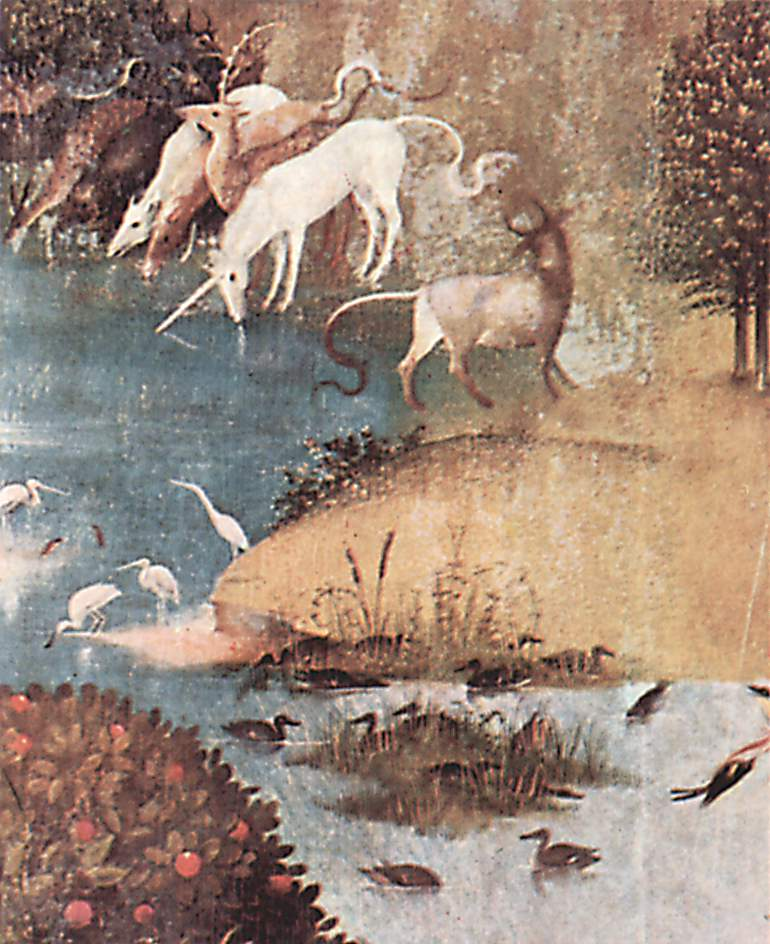
Détail du panneau gauche du Jardin des délices de Jérôme Bosch (1503-1504), montrant des licornes qui purifient les eaux.

La première mention du pouvoir purificateur de la licorne figure dans une interprétation du Physiologus datée du XIVe siècle, où il est question d’un grand lac près duquel les animaux se rassemblent pour boire :

« Mais avant qu’ils ne soient rassemblés, le serpent vient et lance son poison dans l’eau. Alors, les animaux remarquent bien le poison et n’osent pas boire, et ils attendent la licorne. Elle vient et elle se dirige immédiatement vers le lac et, faisant avec sa corne le signe de la croix, elle rend le poison inoffensif. Tous les autres animaux boivent alors. »

Ce thème se fait vite connaître. La scène de purification des eaux par une licorne est reprise en 1389 par le père Johann van Hesse, qui affirme avoir vu une licorne sortir de la mer pour nettoyer des eaux impures afin que des animaux puissent boire. Selon Bruno Faidutti, l'origine de cette légende provient d'Élien de Préneste, à travers ses textes grecs mentionnant le fait que les nobles indiens pussent boire dans des cornes de licornes pour se protéger des maladies et des poisons. Symboliquement, le serpent qui empoisonne l’eau est le diable et la licorne figure le Christ rédempteur. La licorne est le plus souvent représentée au bord d’une rivière, d’un lac ou d’une fontaine tandis que les animaux attendent qu’elle ait fini son œuvre pour boire. Cette scène est très fréquente dans l’art des XVIe et XVIIe siècles. Des études et traductions sur ces dessins et récits popularisent la croyance selon laquelle le pouvoir de l'animal viendrait de sa corne, qui éliminerait les poisons dès qu’elle touche un liquide. Selon Bruno Faidutti, la purification des eaux forge donc la légende sur les propriétés de la « corne de licorne », et justifie plus tard l’usage de la « corne de licorne » comme antidote universel.

### Propriétés médicinales supposées

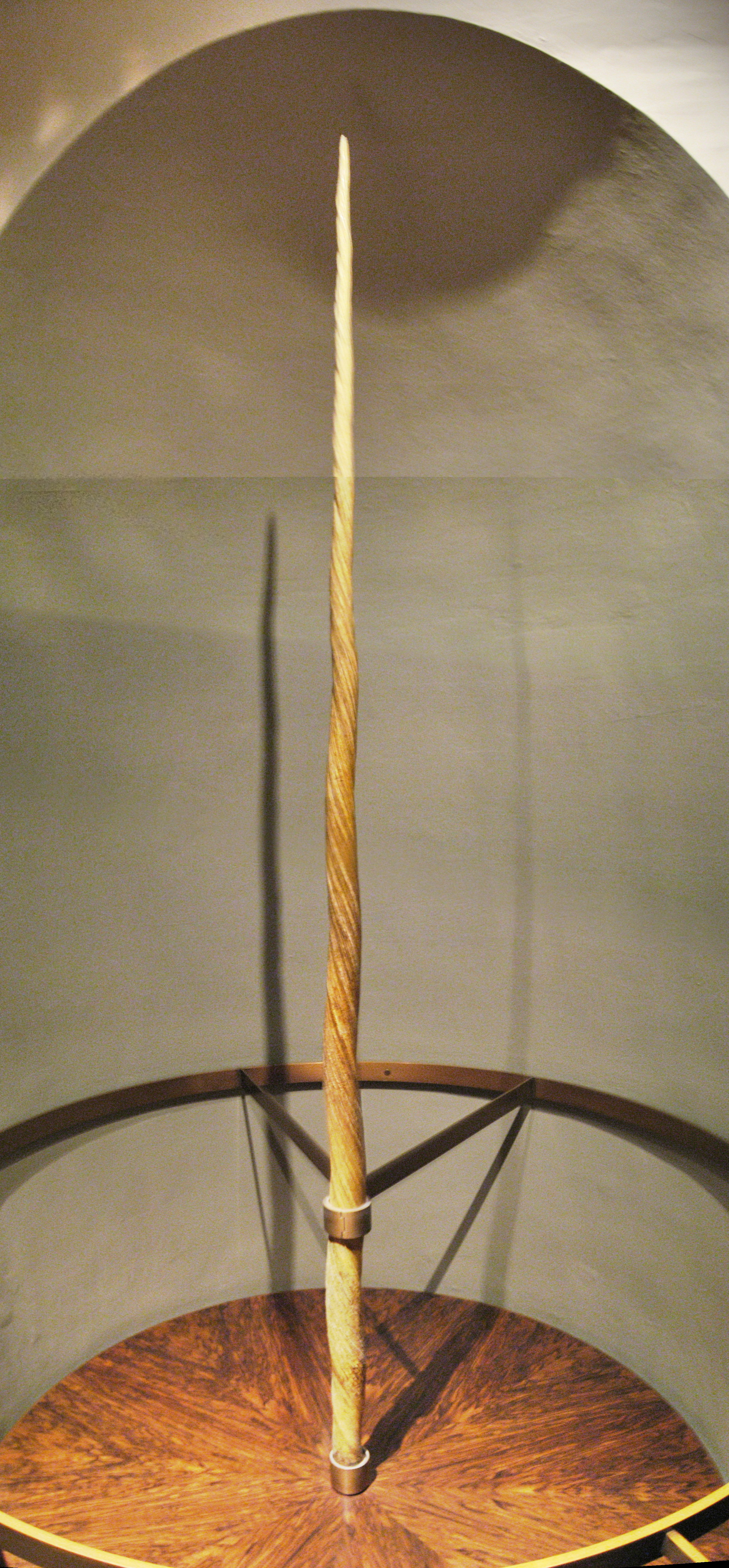
Ainkhürn, « corne de licorne » offerte à l'empereur Ferdinand Ier du Saint-Empire en 1540, exposée au Wiener Schatzkammer.

La « corne de licorne » se voit donc très vite attribuer de nombreuses propriétés médicinales qui en font l'un des remèdes les plus réputés durant la Renaissance et un bien extrêmement précieux, dont l'utilisation médicinale est attestée depuis le XIIIe siècle. Cet usage peut être mis en parallèle avec celui de la pierre de bézoard, autre objet d'origine animale réputé dans la médecine de la Renaissance, et exposé comme rareté dans les cabinets de curiosités. Il est aussi parallèle aux usages de la corne de rhinocéros, plutôt propres au continent asiatique,.
Au fil du temps, outre la purification des eaux souillées dans la nature, son usage est préconisé contre la rubéole, la rougeole, les fièvres et les douleurs. Les moines des couvents parisiens la font tremper dans l'eau avant de donner la boisson aux lépreux. Elle fait office d’antidote et sous forme de poudre, est réputée faciliter la guérison des blessures, permettre de neutraliser les poisons (comme le venin du scorpion ou de la vipère), voire lutter contre la peste,. Elle suerait en présence du venin, aurait aussi un pouvoir aphrodisiaque connu depuis l'Antiquité et permettrait de vérifier la virginité des jeunes filles.
Sa fonction prophylactique et son pouvoir magique, bien que connus depuis des siècles, se précisent tandis que son commerce augmente et que divers trafics impliquant de « fausses » cornes et de « fausses » poudres se développent. La valeur marchande astronomique atteinte par ces objets laisse à supposer que leurs vertus imaginaires pourraient être à l'origine de guérisons constatées, probablement grâce à l'effet placebo. La corne est consommée de plusieurs façons, en donnant sa raclure en substance ou en infusion. Cette utilisation de la corne de licorne en médecine s'explique aussi par le fait que les thérapeutes disposent alors de très peu d'instruments et d'objets, et par l'héritage antique voulant que ces derniers ne soient que des instruments de Dieu. L'Inquisition joue son rôle dans cette croyance, car douter des pouvoirs de la corne signifie douter de l'existence de la licorne elle-même, animal de Dieu mentionné dans une traduction de la Bible. Les sceptiques qui persisteraient à douter de ses pouvoirs risquent le bûcher.

### Utilisation comme antipoison
La « corne de licorne » est censée être, dès le Moyen Âge et peut-être même à partir de l'Antiquité, un remède antipoison d'exception,. Son succès comme antipoison en Europe coïncide avec la période d'apogée de l'empoisonnement d'adversaires politiques, du XIVe siècle au XVIe siècle ; sa rareté explique l'absence de tests de cette propriété supposée.
Selon la légende, la « corne » exposée à Paris au musée de Cluny serait un présent du calife de Bagdad, Haroun al-Rachid, fait en 807 à Charlemagne,, ; il s'agit d'une très longue corne torsadée mesurant presque trois mètres. Une corne longue de sept pieds est exposée à Bruges, dans les Flandres. Les pharmaciens soignent avec des dents de narval présentées comme cornes de licorne, et dont ils possèdent de grands morceaux afin qu'on ne puisse la confondre avec celle d'un autre animal, tel le bœuf. Certaines cornes, apportées dit-on au cours de la quatrième croisade de Constantinople, sont jetées au fond du puits du palais des Doges, à Venise, afin que l'eau ne puisse jamais y être empoisonnée. On trouve des « cornes » considérées comme des reliques sacrées au concile de Trente en 1563, ainsi que dans la cathédrale Saint-Denis au nord de Paris, la basilique Saint-Marc de Venise et à l'abbaye de Westminster. Elles sont généralement montées sur des socles d'argent et présentées comme des trophées que l'on ne sort qu'à l'occasion de grandes cérémonies. 
Ambroise Paré rapporte qu'à la cour du roi de France, d'aucuns prétendaient déceler la présence de poison dans les plats et les boissons : si la corne devient bouillante et se met à fumer, c'est que le mets est empoisonné,. Le pape Clément VII aurait offert une corne de licorne de deux coudées de long enclose sur une chasse d'or au roi François Ier de France lors du mariage de sa nièce Catherine de Médicis, à Marseille en octobre 1533. Ce roi ne se déplacerait jamais sans sa bourse remplie de poudre de licorne. Le grand inquisiteur Tomás de Torquemada en aurait aussi fait usage pour se protéger du poison et des assassins.

### Critiques et expérimentations sur la corne de licorne

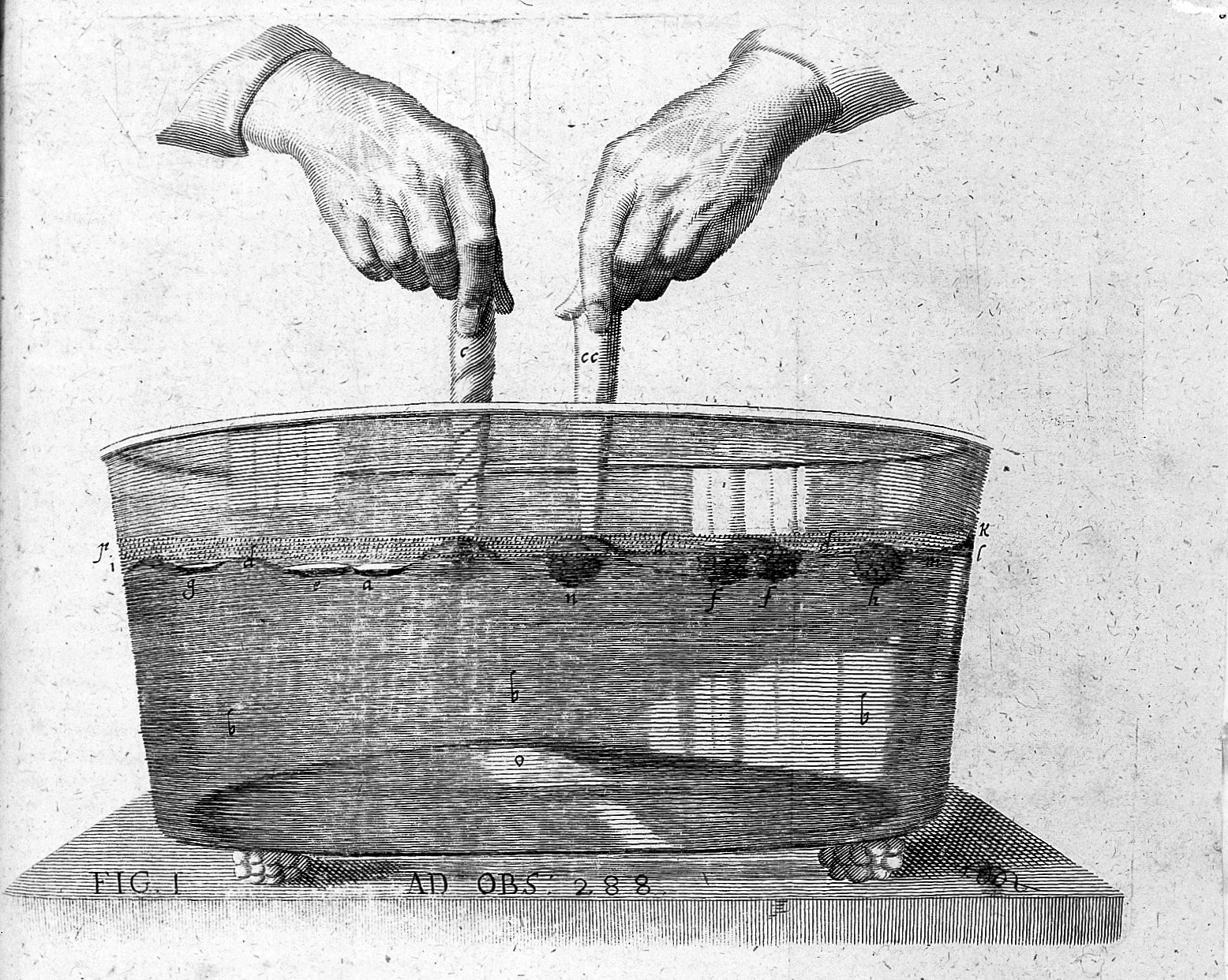
Expérience de S. Reisel avec une « corne de licorne ».

De nombreux ouvrages sont consacrés à l'explication et à la défense des propriétés médicinales de la « corne de licorne », parmi lesquels Le Traité de la licorne, de ses admirables propriétés et de son usage d’Andrea Bacci en 1573 et Histoire de la nature, chasse, vertus, proprietez et usage de la lycorne de l'apothicaire Laurent Catelan, paru en 1624. Bacci a probablement écrit son ouvrage à la demande de ses patients, lesquels sont de gros investisseurs dans le commerce des cornes de licorne. Diverses méthodes sont aussi proposées par des auteurs de la Renaissance pour reconnaître une « vraie » corne de licorne : elles sont mentionnées à partir du milieu du XVIe siècle, alors que leur commerce est florissant. Une expérience décrite par Conrad Gessner consiste à donner du poison à deux pigeons ou deux chiots, puis à faire avaler à l’un d’eux un peu de corne réduite en poudre. Si la corne est authentique, l’animal qui prend le remède doit survivre et l’autre mourir. Le maréchal de Brissac possède vers 1560 une « corne de licorne » authentifiée par ce procédé. Dans une œuvre datée de 1587, David Pomis recommande de « mettre trois ou quatre grands scorpions dans un récipient fermé avec un fragment de corne. Si trois ou quatre heures plus tard les scorpions sont morts, la licorne est authentique ». Ulisse Aldrovandi mentionne une expérience similaire à Venise : il s'agit de tracer un cercle sur une table avec la pointe de la corne, puis de mettre dans le cercle un scorpion et une araignée. Les animaux ne pourraient franchir le cercle et se seraient traînés un quart d’heure avant de mourir d’épuisement. Cette expérience connaît plusieurs variantes. Une araignée placée à l’intérieur d'une corne creuse est censée y mourir sans parvenir à s’échapper. Le traité de médecine alchimique (spagyrie) du pseudo-Basile Valentin Le char triomphal de l'antimoine, paru en 1604, explique l'action médicinale supposée de la corne de licorne dans le cadre de la théorie paracelsienne de la sympathie selon laquelle les semblables s’attirent et les contraires se repoussent : la pureté de la licorne repousserait du poison placé dans une coupelle flottant sur l'eau, alors qu'elle attirerait un morceau de mie de pain pur. Claude Du Molinet critique plus tard ce type d'expériences, et remarque qu'il ne se trouve pas deux cornes semblables.
Cette époque, la seconde moitié du XVIe siècle, voit en effet apparaître les premières critiques des usages médicinaux de la « corne ». En 1566, le médecin vénitien Andrea Marino publie le Discorso della falsa opinione dell’alicorno, où il s'oppose à l'utilisation médicinale de la licorne, disant que cet usage aurait été introduit par les médecins arabes,. 

#### Discours de la licorned'Ambroise Paré
Ambroise Paré rapporte dans son Discours de la licorne, décrit comme l'ouvrage le plus complet sur le sujet et l'un des plus fameux, les croyances qui y sont associées pour mieux dénoncer celles-ci, en s'appuyant sur de nombreux arguments. Ainsi, lorsqu'il écrit « La vraye licorne, estant mise en l'eau, se prend à bouillonner, faisant eslever petites bulles d'eau comme perles », il ajoute qu'il en va de même pour tous les corps poreux. Si Paré peut se permettre de mettre en doute les propriétés curatives de la corne, c'est probablement car la Bible ne les mentionne pas. Il avance des « preuves par expérience » à partir d'eau dans laquelle a trempé une corne de licorne, constatant que les animaux venimeux ne subissent aucun dommage. Il cite également l'expérimentation d'une marchande qui a menti à une pauvre femme dont l'enfant était malade en lui donnant de l'eau de rivière à la place d'eau de licorne, l'enfant ayant guéri ; il en conclut que « si l'eau de licorne donne de bons résultats, c'est l'eau elle-même qui est bonne »,. Paré retourne également les arguments d'autorité de l'époque en citant des auteurs classiques qui ont expérimenté des remèdes à base de cornes de cerf et d'autres animaux, mais sans jamais mentionner la prétendue corne de licorne. Enfin, il estime que la plupart des poudres de licorne, vendues dans le commerce sans êtres préparées en public, sont des faux. 
Selon Bruno Faidutti, Ambroise Paré est le premier à appliquer la méthode expérimentale à la corne de licorne.

#### Fin progressive de l'usage médicinal
Malgré les expérimentations et les critiques, l'usage thérapeutique de la « corne de licorne » ne cesse pas pour autant. Chapelain, médecin de Charles IX, aurait confié à Paré qu'il n'ose pas critiquer l'habitude de faire tremper la corne de licorne dans l'eau, tant la croyance en ses vertus est forte chez la noblesse comme chez le peuple. Selon Ferdinand Denis, quiconque dénoncerait cette croyance court en effet le risque d'être lynché. La croyance en les vertus médicinale de la corne persiste au XVIIe siècle, comme en témoigne l'ouvrage du médecin lyonnais Jean de Renou, qui déclare en 1630 que « la corne de licorne est de merveilleuse efficace à l’encontre de toutes sortes de venins et poisons (…) contre toutes maladies contagieuses ». Pierre Pomet, dans son Histoire générale des drogues de 1694, admet que la plupart des objets vendus pour cornes de licorne proviennent du narval, mais ne remet pas en cause leurs propriétés médicinales supposées ; il en est de même pour l'apothicaire Nicolas Lémery (1645-1715) dans le Dictionnaire ou Traité universel des drogues simples paru en 1698.
La corne de licorne ne disparaît de la Pharmacopée officielle qu'en 1741 en Angleterre, et en 1746 en France. Malgré cela, elle est toujours présente dans l'ouvrage de Pharmacopée alsacien de Spielmann en 1783. De plus, la corne de licorne reste sur l'emblème de la société des apothicaires de Londres jusqu'en 1817, dans un contexte où de la « poudre de licorne » est toujours prescrite dans cette ville par des charlatans,. Il existe encore des pharmacies portant une enseigne « À la licorne » en Alsace et en Allemagne de nos jours.

## Commerce des cornes

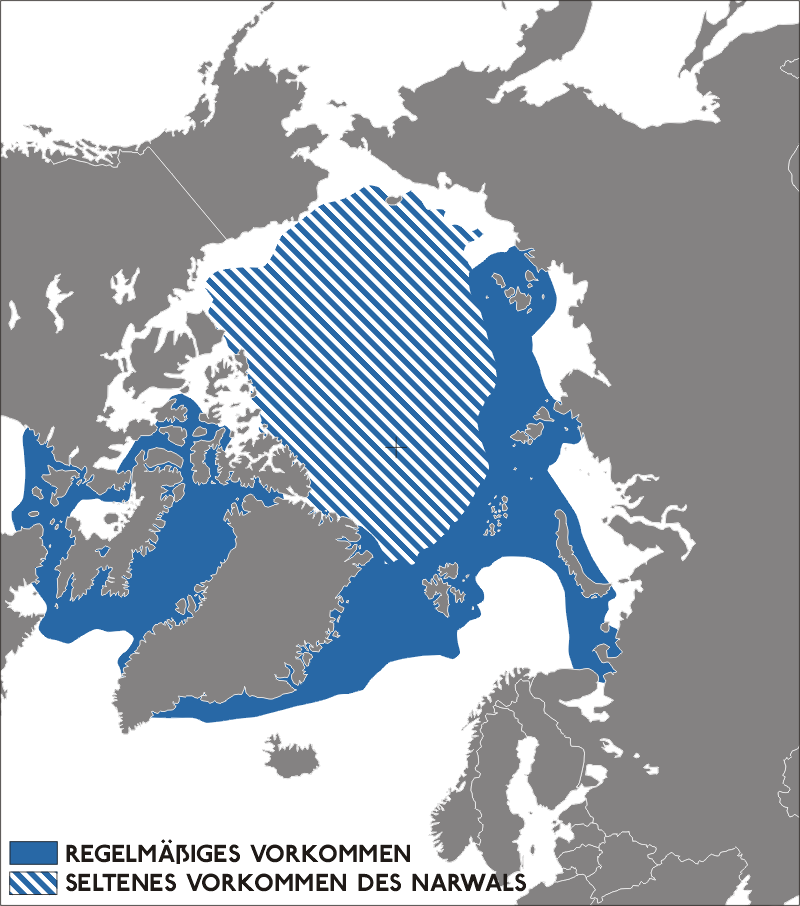
Carte de répartition du narval, indiquant la provenance des cornes vendues en Europe, probablement elles-mêmes retrouvées sur les rivages.

Du XVe au XVIe siècle, il n'y a probablement pas plus de 50 cornes entières circulant en Europe (la majorité étant des défenses de narval rapportées par les Vikings), ce qui maintient une valeur marchande très élevée. Le cours de la « corne de licorne » atteint son apogée au milieu du XVIe siècle, où elle est considérée comme le meilleur contrepoison existant avec la pierre de bézoard, une livre de 16 onces étant vendue jusqu'à 1 536 écus alors que le même poids d'or n'en vaut que 148. Ainsi en 1576, lors d'une expédition financée par le comte de Warwick, Martin Frobisher rapporte une corne de licorne (en réalité une dent de narval) et du minerai de fer sans grande valeur pour la reine Élisabeth Ire qui achète la corne 10 000 livres (soit 600 000 euros actuel ou la valeur d'un château à l'époque). Ambroise Paré témoigne que la corne se vend au poids pour huit fois le prix de l'or en 1581, et pour dix fois ce prix de l'or en 1585,. Ces cornes se seraient vendues jusqu'à onze fois leur poids en or.
Son prix ne cesse de baisser au cours des années suivantes pour s'effondrer au XVIIe siècle. Lorsque la reine Élisabeth Ire monte sur le trône en 1558, un inventaire estime la « corne de licorne » du trésor royal de Londres à 100 000 livres, soit le prix de plusieurs châteaux, voire d'un comté en entier. En 1641, elle ne vaut plus que 40 000 livres. 

Il est difficile d'évaluer le cours du prix de la corne de licorne en raison des variations de cours. Le tableau ci-dessous montre l'évolution des prix d'une demi-once (soit 15 grammes) de « corne de licorne », du bézoard et de l'ivoire d'éléphant, en florins, (un florin vaut 60 couronnes).
|                   | 1612        | 1626        | 1628        | 1634        | 1643        | 1669        | 1686        | 1743         |
| Corne de licorne  | 64 florins  | 32 florins  | 32 florins  | 48 florins  | 32 florins  | 4 florins   | 4 florins   | 10 couronnes |
| Bézoard           | 32 florins  | 16 florins  | 24 florins  | 24 florins  | 24 florins  | 24 florins  | 24 florins  | 16 florins   |
| Ivoire (éléphant) | 2 couronnes | 2 couronnes | 2 couronnes | 2 couronnes | 2 couronnes | 2 couronnes | 2 couronnes | 2 couronnes  |

Les « cornes de licornes » se trouvant partout en Europe sans que la plupart des acheteurs puissent connaître leur provenance, il est facile aux marchands de prétendre les avoir trouvées sur l'animal légendaire. La présence de ces cornes dissipe aussi les doutes quant à l’existence réelle de la licorne, alors que les mammifères d’Afrique, d’Inde et de pays plus lointains perdent peu à peu leur mystère durant les grandes phases d'explorations de la Renaissance. Les voyages sur les terres d'Europe du Nord, côtes où l'on trouve les défenses de narval vendues comme cornes de licornes, deviennent de plus en plus fréquents. L'explorateur William Baffin témoigne en 1610 d'avoir vu de nombreuses « cornes de licorne » sur le rivage de l'île qui porte depuis son nom.
L'essor de l'industrie baleinière au XIXe siècle fait des dents de narval des objets très communs. Le marché se déplace, ces objets étant dès lors vendus au Japon, où ils sont là aussi crédités de propriétés médicinales.

## Transformations et objets d'art
Ces « cornes » sont souvent exposées dans des cabinets de curiosités aux côtés d'autres merveilles telles la pierre de bézoard. Si elles sont la plupart du temps laissées telles quelles afin que leur apparence prouve leur origine, des objets précieux sont également fabriqués dans ce matériau, tels que des coupes, gobelets, couverts (manches de couteaux…), vases et sceptres, principalement à l'usage des souverains. Charles le Téméraire possède des gobelets en corne, la garde et le fourreau de son épée étant confectionnés dans ce matériau. Ces objets font partie de la dot que Marie de Bourgogne apporte à Maximilien Ier du Saint-Empire en 1477, puis reviennent à Philippe le Beau et à Charles Quint qui les utilise à son tour,. Le plus célèbre de ces objets d'art est le « trône de licorne » des rois du Danemark, entièrement construit en 1671 à partir de « cornes de licorne » (en réalité dents de narval et défenses de morse) alors que l'origine réelle de ces objets commence à se faire connaître. Il est visible au château de Rosenborg, à Copenhague. Le sceptre et la couronne impériale autrichienne sont fabriqués en partie dans ce matériau.

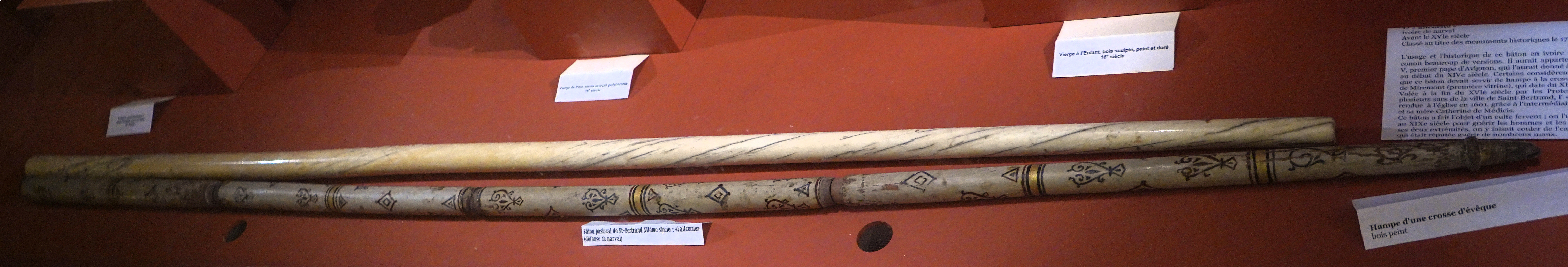
Bâton pastoral de Saint-Bertrand-de-Comminges, « l'alicorne », XIIe siècle (défense de narval).

L'empereur Rodolphe II, qui craint d'être empoisonné par sa cour, commande à son orfèvre Jan Vermeyen une tasse et un sceptre avec de l'or et des bijoux précieux sur une « corne de licorne », qui reviennent ensuite à son frère Mathias, et sont désormais exposés au musée d'Histoire de l'art de Vienne.
En Autriche, le trésor du palais impérial comprend une corne connue sous le nom de Ainkhürn (littéralement « une corne » ou « corne de la licorne »), offerte en cadeau par le roi de Pologne Sigismond II à la dynastie des Habsbourg et à l'empereur Ferdinand Ier en 1540. Avec la coupe d'agate, il est l'un des objets inaliénables de la maison de Habsbourg. Lors du partage de la succession après la mort de Ferdinand Ier, il a été convenu que ces deux objets doivent rester en la possession commune de la lignée royale sans jamais être donnés ou vendus.

Objets d'art réalisés en « corne de licorne » (dent de narval)
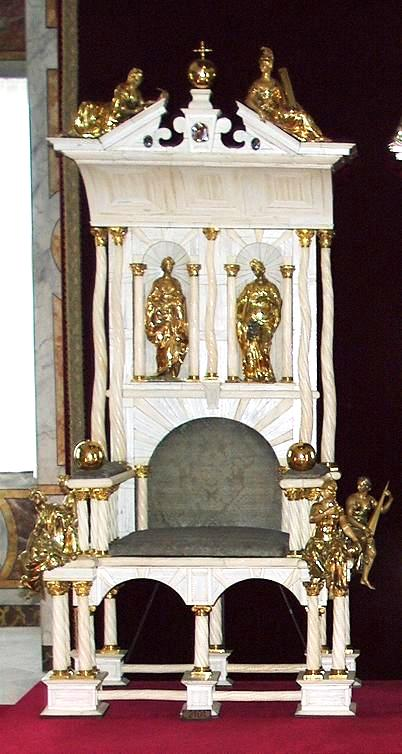
Le « trône de licorne » des rois de Danemark, utilisé pour les couronnements royaux de 1671 à 1840.
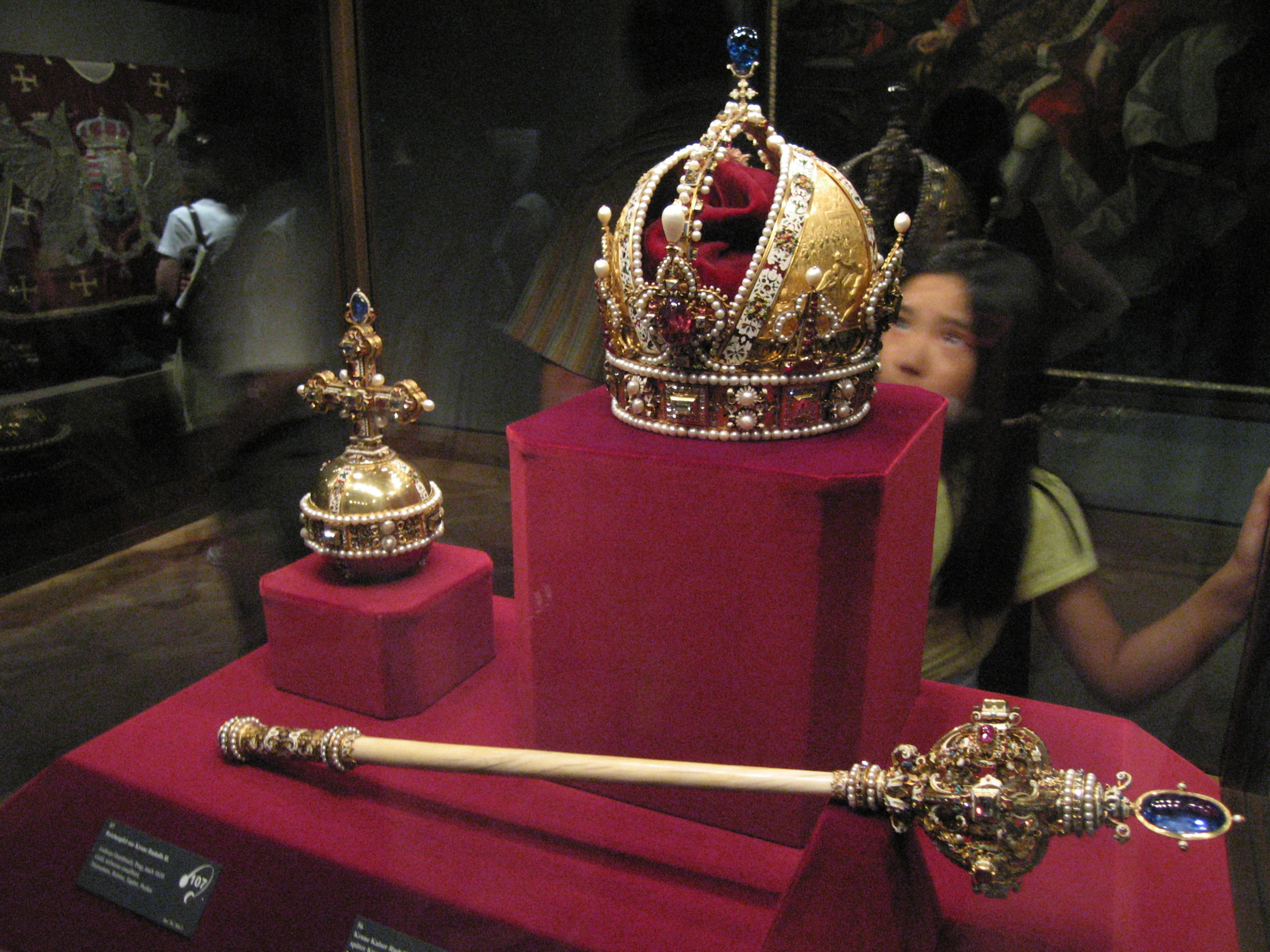
Le sceptre et la couronne impériale autrichienne sont fabriqués en partie avec des dents de narval, vues comme cornes de licorne.
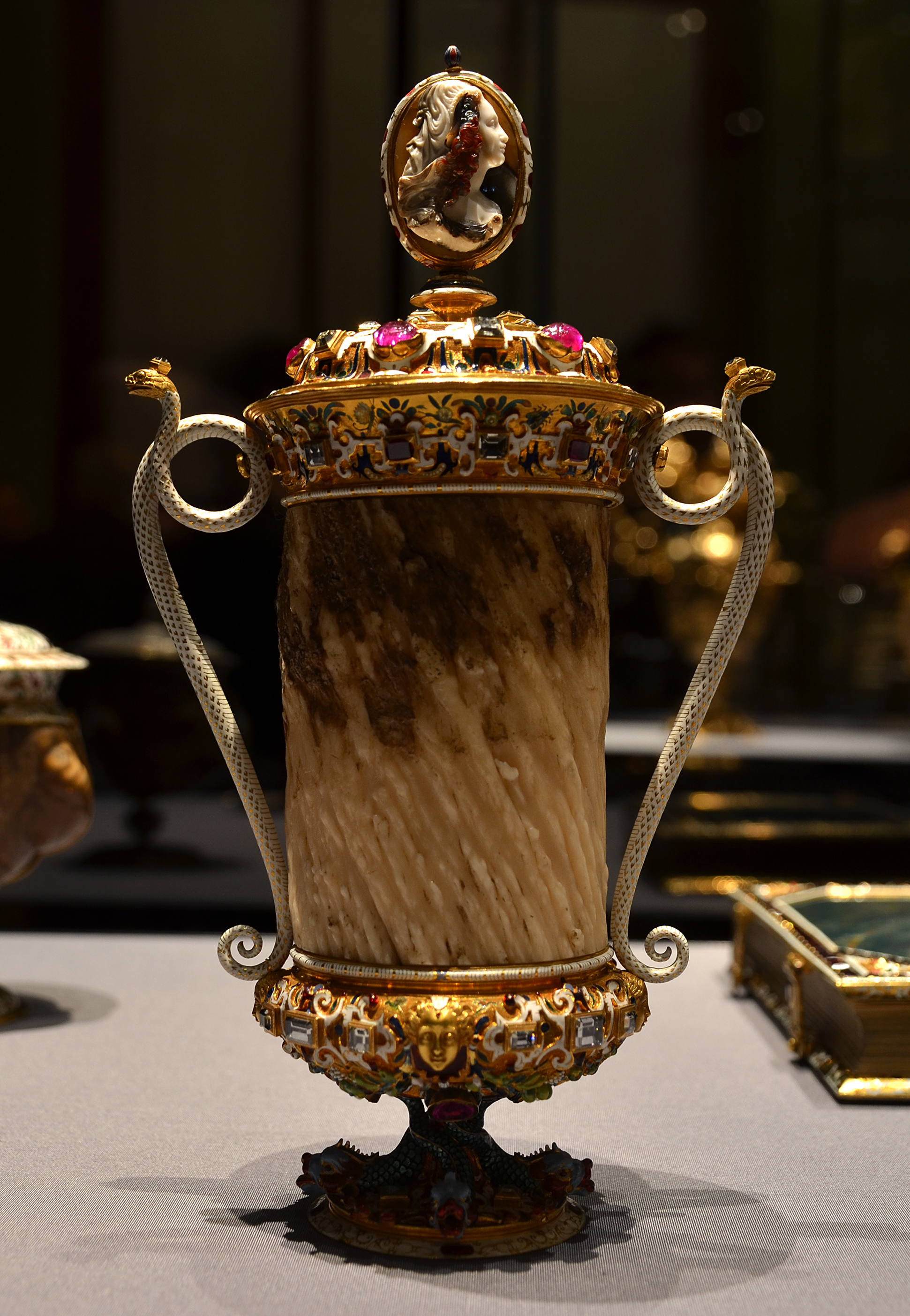
Gobelet fait à partir d'une « corne de licorne », conçu par Jan Vermeyen, réalisé dans l'atelier de Miseroni à Prague vers 1600.

## Découverte du narval

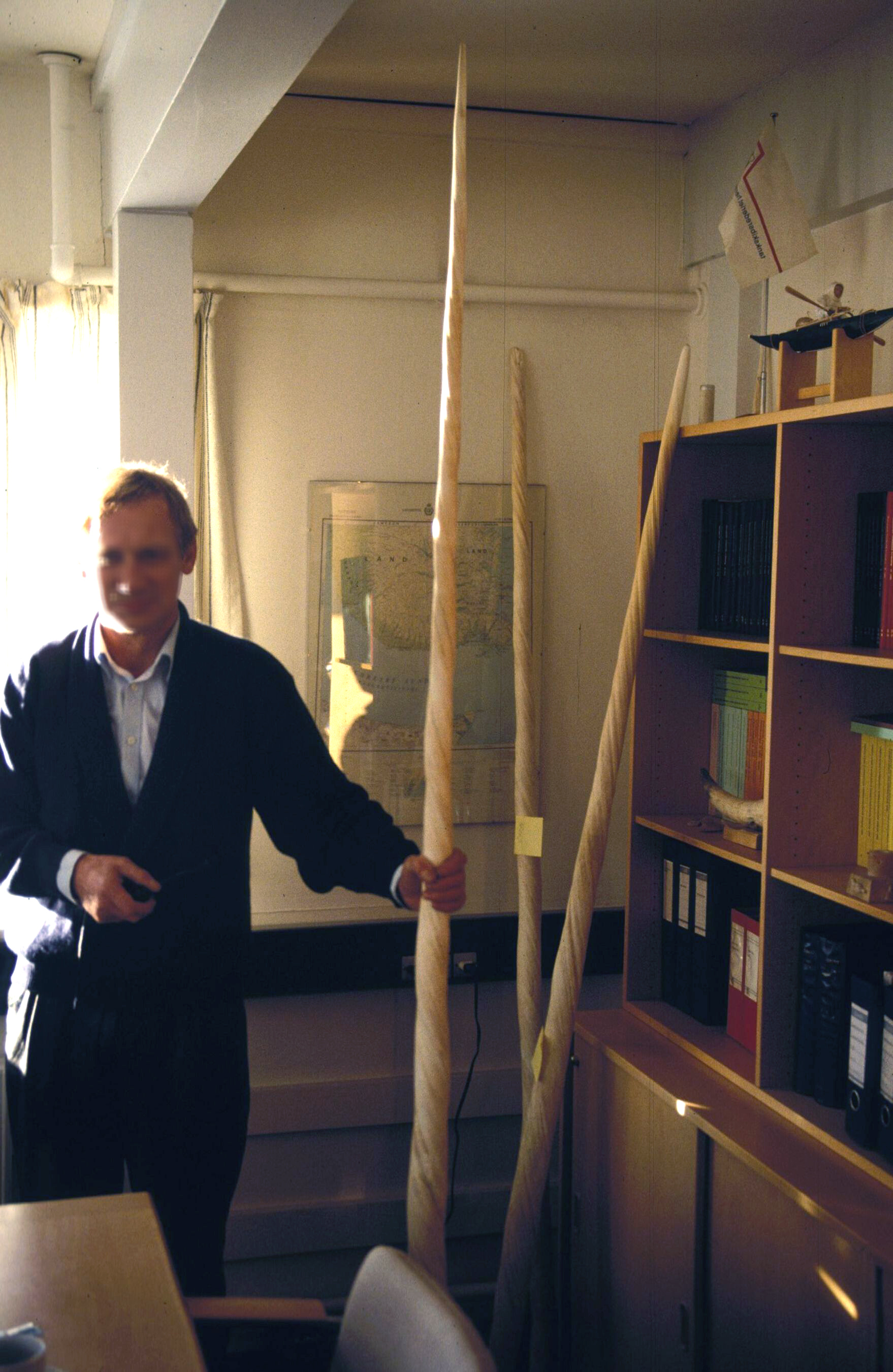
Comparaison entre la taille d'une « corne de licorne » et celle d'un homme, illustrant les doutes qui pouvaient assaillir les hommes de la Renaissance face aux illustrations et aux textes qui dépeignent une licorne de la taille d'un chevreau.

Dès le XVe siècle, certains savants supposent déjà que les fameuses « cornes de licorne » vendues comme contrepoison en Europe appartiennent à un animal marin. Au cours du XVIe siècle, quelques écrits y font référence sans être remarqués. Pierre Belon s'étonne qu'un animal dépeint comme de petite taille puisse porter une corne de près de trois mètres,. Johannes Goropius remarque que les « cornes de licorne » semblent venir d'Angleterre, du Danemark ou d'Islande. Ambroise Paré estime dans son Discours de la licorne que ces « cornes » sont en réalité des défenses de morses. Les récits de voyageurs maritimes regorgent d'exploits attribués à des bêtes aquatiques à cornes. Le navigateur anglais Martin Frobisher décrit une rencontre avec une « licorne de mer » en 1577. Des rapports d'observation comme celui du camphruch d'André Thevet font de la licorne une créature aquatique, ce qui la rapproche du cétacé qu’est le narval.
La première mention explicite connue de la « corne » du narval figure dans un ouvrage savant de 1607, l'Atlas Minor, en ces termes : « la chair du Nahwal fait soudain mourir celui qui en mange, et il a une dent de sept coudées sur l'inférieure partie de la tête. Aucuns l'ont vendue pour corne de monocéros, et croit-on qu'elle résiste aux venins. Cette bestiasse a quarante aulnes de longueurs ». Le naturaliste Ole Worm prouve en 1638 l'existence des « cornes » de narval, lorsqu'il dissèque l'un de ces animaux. Thomas Bartholin reprend sa description détaillée du narval en 1645 dans l'ouvrage De Unicornu Observationes Novæ, mais sans faire le lien entre ce mammifère marin et la licorne. 

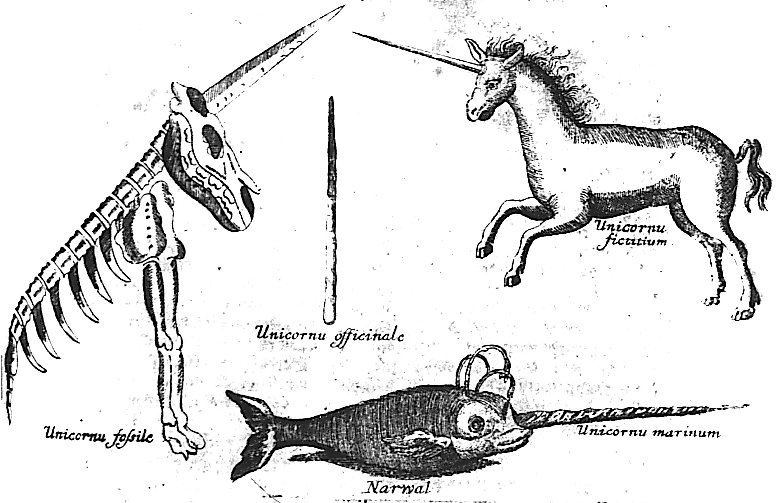
Licorne, narval et licorne fossile comparés sur une planche du Museum Museorum, en 1704.

En 1704, le lien est établi entre la défense du narval et la « corne de licorne » grâce à un célèbre dessin tiré du Museum Museorum de Michael Bernhard Valentini (première étude des collections d’Europe) comparant un narval, un squelette reconstitué d'Elasmotherium (rhinocéros fossile à corne frontale) et une représentation équine de la licorne, avec l'objet du litige au-dessous, sous le nom d'unicornu officinale,. La licorne y est présentée comme une créature légendaire, sous le nom d'unicornu fictium. 
Au fil du temps, il est admis qu'elle n'existe pas et que la plupart des « cornes de licorne » qui s’échangeaient jusque-là sont en réalité des dents de l'inoffensif narval mâle (et de certaines femelles), qui poussent dans la partie gauche de la mâchoire. Le narval vit au large du Groenland, dans les eaux glacées de l’Arctique, ce qui rend son étude difficile et a donc retardé sa découverte en Europe. La défense du narval est restée longtemps considérée comme une corne et non comme une dent, probablement en raison du refus de la dissymétrie énoncé par Carl von Linné dans son Systema naturae,.

En 1751, L'Encyclopédie scelle la reconnaissance de la dent de narval comme source des prétendues cornes de licornes : 

« Licorne (s.f.), animal fabuleux […]. Les cornes de licorne qu’on montre en différens endroits, sont ou des cornes d’autres animaux connus, ou des morceaux d’ivoire tourné, ou des dents de poissons. [La] substance osseuse, semblable à de l’ivoire ou à une corne torse & garnie de spirales [qu'on rapporte parfois de Sibérie] n’appartient point à l’animal fabuleux à qui on a donné le nom de licorne ; mais […] elle vient de l’animal cétacé, qu’on nomme narhwal. »

 Le narval bénéficie d'une longue notice scientifique dans la même œuvre, tout comme le rhinocéros, contribuant ainsi à dissiper les interrogations des Européens du Siècle des Lumières autour de ces objets. 
Le narval est depuis nommé la « licorne de mer ». La découverte de ce mammifère marin fait s'effondrer le cours des « cornes de licorne » et met un terme à leur commerce, mais n'est pas immédiatement fatale à la croyance en l'existence de la licorne, celle-ci ayant perduré jusqu'au XIXe siècle,.

## Symbolisme

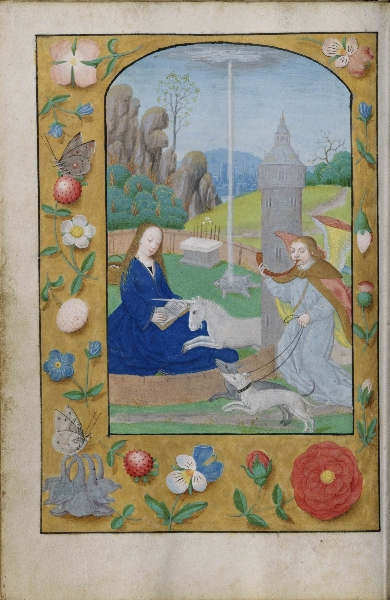
Annonciation à la licorne, où la corne de la licorne représente l'incarnation du verbe de Dieu dans le sein de la vierge Marie.

Diverses analyses symboliques plus ou moins sérieuses portent sur la corne de licorne. 
Selon le Dictionnaire des symboles, en Occident, la corne de licorne renvoie à « une flèche spirituelle, un rayon solaire, une épée de Dieu, la révélation divine et la pénétration du divin dans la créature ». Cette corne unique de la licorne est décrite comme un symbole de puissance qui représentait l'incarnation du verbe de Dieu dans le sein de la Vierge. Elle peut également renvoyer à un symbolisme phallique de par sa forme, comparée à une verge frontale ou à un phallus psychique.
L'auteur ésotériste Francesca-Yvonne Caroutch déclare que cette corne capte l'énergie cosmique afin de féconder la Madone dans l'abondante iconographie dite des Annonciations à la Licorne, où l'animal pose sa corne sur la Vierge Marie. La représentation de l'animal corne dressée vers le ciel représenterait la puissance et la fertilité, mais cette corne peut se faire tour à tour phallus et épée divine.
Elle illustre le parallèle entre la légende et le fantastique : bien qu'il existe réellement, le narval inquiète l'ordre du monde en raison de sa dent dissymétrique, tandis que la corne de la licorne est placée au milieu du front, et que l'animal légendaire lui-même est réputé participer à l'ordre du monde.

## Corne de licorne et culture populaire
Les légendes sur les propriétés de la corne de licorne sont si répandues en 1562 qu'elles sont parodiées dans le cinquième livre de Pantagruel :

« J'y vis trente deux unicornes [...] Une d'icelles je vis, accompagnée de divers animaux sauvages, avec sa corne émonder une fontaine. Là me dit Panurge que son courtaut ressemblait à cette unicorne, non en longueur du tout, mais en vertu et propriété. Car ainsi comme elle purifiait l'eau des mares et fontaines d'ordure ou venin aucun qui y était, et ces animaux divers, en sureté, venaient boire après elle, ainsi sûrement on pouvait après lui farfouiller sans danger de chancre, vérole, pisse-chaude, poulains grenés et tels autres menus suffrages, car si aucun mal était au trou méphitique, il émondait tout avec sa corne nerveuse. - Quand, dit frère Jean, vous serez marié, nous ferons l'essai sur votre femme »

— François Rabelais, Pantagruel Livre cinquième, chapitre XXX.

Le fait que François Rabelais ne remette pas publiquement en cause les vertus supposées de la corne de licorne s'explique peut-être par les risques qu'il encourait à cause de la mainmise de l'Inquisition.
Après la découverte du narval, la corne de licorne est considérée comme un objet légendaire, mais ne disparaît pas de la culture populaire pour autant. De nombreux jeux vidéo et jeux de rôle, entre autres, la mentionnent parmi leurs objets mythiques et légendaires, en lui attribuant les mêmes pouvoirs qu'aux époques plus anciennes : purification et lutte contre le poison. Dans Donjons et Dragons, la corne de licorne est un puissant antidote. On la retrouve dans de nombreux jeux, tels que Rogue. Dans The Elder Scrolls IV: Oblivion, l'un des princes daedras demande au joueur de tuer l'unique licorne du jeu pour lui arracher sa corne. Dans la série Le Prince des dragons, la corne de licorne est un ingrédient essentiel d'un sort suprême de vengeance, une fois corrompue par un sort de magie noire.[réf. nécessaire]